# Saison 2010-2011 des Flames de Calgary
Autres saisons
Saison précédente Saison suivante
La saison 2010-2011 des Flames de Calgary est la 31e saison de la franchise de hockey sur glace.

## Joueurs

### Arrivées d'agents libres
| Joueur         | Date             | Durée du contrat | Salaire     | Ancienne franchise     |
| -------------- | ---------------- | ---------------- | ----------- | ---------------------- |
| Alex Tanguay   | 1er juillet 2010 | 1 an             | 1 700 000 $ | Lightning de Tampa Bay |
| Olli Jokinen   | 1er juillet 2010 | 2 ans            | 6 000 000$  | Rangers de New York    |
| Raitis Ivanans | 1er juillet 2010 | 2 ans            |             | Kings de Los Angeles   |
| Tim Jackman    | 2 juillet 2010   | 2 ans            |             | Islanders de New York  |
| Ryan Stone     | 6 juillet 2010   | 1 an             |             | Oilers d'Edmonton      |
| Stefan Meyer   | 21 juillet 2010  | 2 ans            |             | Coyotes de Phoenix     |

### Départs d'agents libres
| Joueur              | Date             | Durée du contrat | Salaire    | Franchise suivante     |
| ------------------- | ---------------- | ---------------- | ---------- | ---------------------- |
| Éric Nystrom        | 1er juillet 2010 | 3 ans            | 4 200 000$ | Wild du Minnesota      |
| Nigel Dawes         | 8 septembre 2010 | 1 an             | 600 000$   | Thrashers d'Atlanta    |
| Christopher Higgins | 2 juillet 2010   | 1 an             | 1 600 000$ | Panthers de la Floride |
| David Van der Gulik | 2 juillet 2010   | 1 an             |            | Avalanche du Colorado  |
| Brett Palin         | 7 juillet 2010   | 1 an             | 550 000$   | Predators de Nashville |
| Jamal Mayers        | 4 août 2010      | 1 an             |            | Sharks de San José     |

### Choix de repêchage
| Ronde | Rang | Joueur           | Position      | Nationalité | Équipe junior                                       |
| ----- | ---- | ---------------- | ------------- | ----------- | --------------------------------------------------- |
| 3     | 64   | Maxwell Reinhart | Centre        | Canada      | Ice de Kootenay (LHOu)                              |
| 3     | 73   | Joey Leach       | Défenseur     | Canada      | Ice de Kootenay (LHOu)                              |
| 4     | 103  | John Ramage      | Défenseur     | Canada      | Badgers du Wisconsin (CCHA)                         |
| 4     | 108  | Bill Arnold      | Centre        | États-Unis  | USA Hockey National Team Development Program (USHL) |
| 5     | 133  | Micheal Ferland  | Ailier Gauche | Canada      | Wheat Kings de Brandon (LHOu)                       |
| 7     | 193  | Patrick Holland  | Ailier droit  | Canada      | Americans de Tri-City (LHOu)                        |

## Matchs préparatoires
| No | Date         | Visiteur             | Score | Domicile              | Bilan | Gardien de but vainqueur | Aréna                 |
| -- | ------------ | -------------------- | ----- | --------------------- | ----- | ------------------------ | --------------------- |
| 1  | 21 septembre | Canucks de Vancouver | 2-3   | Flames de Calgary     | 1-0-0 | Leland Irving            | Pengrowth Saddledome  |
| 2  | 21 septembre | Flames de Calgary    | 3-1   | Canucks de Vancouver  | 2-0-0 | Henrik Karlsson          | Rogers Arena          |
| 3  | 25 septembre | Sabres de Buffalo    | 4-5   | Flames de Calgary     | 3-0-0 | Matt Keetley             | Scotiabank Saddledome |
| 4  | 28 septembre | Coyotes de Phoenix   | 1-3   | Flames de Calgary     | 4-0-0 | Henrik Karlsson          | Scotiabank Saddledome |
| 5  | 29 septembre | Flames de Calgary    | 3-2   | Islanders de New York | 5-0-0 | Miikka Kiprusoff         | Credit Union Centre   |
| 6  | 1er octobre  | Flames de Calgary    | 5-1   | Oilers d'Edmonton     | 6-0-0 | H. Karlsson              | Rexall Place          |
| 7  | 3 octobre    | Oilers d'Edmonton    | 0-1   | Flames de Calgary     | 7-0-0 | M. Kiprusoff             | Scotiabank Saddledome |

## Saison régulière

### Octobre
| No | Date       | Visiteur               | Score | Domicile                 | Bilan | Pts | Gardien de but | Aréna                 |
| -- | ---------- | ---------------------- | ----- | ------------------------ | ----- | --- | -------------- | --------------------- |
| 1  | 7 octobre  | Flames de Calgary      | 0-4   | Oilers d'Edmonton        | 0-1-0 | 0   | M. Kiprusoff   | Rexall Place          |
| 2  | 10 octobre | Kings de Los Angeles   | 1-3   | Flames de Calgary        | 1-1-0 | 2   | M. Kiprusoff   | Scotiabank Saddledome |
| 3  | 14 octobre | Panthers de la Floride | 3-0   | Flames de Calgary        | 1-2-0 | 2   | M. Kiprusoff   | Scotiabank Saddledome |
| 4  | 16 octobre | Oilers d'Edmonton      | 3-5   | Flames de Calgary        | 2-2-0 | 4   | M. Kiprusoff   | Scotiabank Saddledome |
| 5  | 19 octobre | Flames de Calgary      | 1-0   | Predators de Nashville   | 3-2-0 | 6   | M. Kiprusoff   | Bridgestone Arena     |
| 6  | 21 octobre | Flames de Calgary      | 2-4   | Red Wings de Détroit     | 3-3-0 | 6   | M. Kiprusoff   | Joe Louis Arena       |
| 7  | 22 octobre | Flames de Calgary      | 6-2   | Blue Jackets de Columbus | 4-3-0 | 8   | H. Karlsson    | Nationwide Arena      |
| 8  | 24 octobre | Sharks de San José     | 0-4   | Flames de Calgary        | 5-3-0 | 10  | M. Kiprusoff   | Scotiabank Saddledome |
| 9  | 26 octobre | Oilers d'Edmonton      | 4-5   | Flames de Calgary        | 6-3-0 | 12  | M. Kiprusoff   | Scotiabank Saddledome |
| 10 | 28 octobre | Avalanche du Colorado  | 6-5   | Flames de Calgary        | 6-4-0 | 12  | H. Karlsson    | Scotiabank Saddledome |
| 11 | 30 octobre | Capitals de Washington | 7-2   | Flames de Calgary        | 6-5-0 | 12  | M. Kiprusoff   | Scotiabank Saddledome |

### Novembre
| No | Date        | Visiteur              | Score | Domicile               | Bilan   | Pts | Gardien de but | Aréna                   |
| -- | ----------- | --------------------- | ----- | ---------------------- | ------- | --- | -------------- | ----------------------- |
| 12 | 3 novembre  | Red Wings de Détroit  | 2-1   | Flames de Calgary      | 6-6-0   | 12  | M. Kiprusoff   | Scotiabank Saddledome   |
| 13 | 5 novembre  | Flames de Calgary     | 1-2   | Wild du Minnesota      | 6-7-0   | 12  | M. Kiprusoff   | Xcel Energy Center      |
| 14 | 9 novembre  | Flames de Calgary     | 4-2   | Avalanche du Colorado  | 7-7-0   | 14  | M. Kiprusoff   | Pepsi Center            |
| 15 | 12 novembre | Flames de Calgary     | 4-5   | Coyotes de Phoenix     | 7-8-0   | 14  | M. Kiprusoff   | Jobing.com Arena        |
| 16 | 13 novembre | Flames de Calgary     | 3-4   | Sharks de San José     | 7-9-0   | 14  | M. Kiprusoff   | HP Pavilion at San Jose |
| 17 | 17 novembre | Coyotes de Phoenix    | 3-1   | Flames de Calgary      | 7-10-0  | 14  | M. Kiprusoff   | Scotiabank Saddledome   |
| 18 | 19 novembre | Blackhawks de Chicago | 2-7   | Flames de Calgary      | 8-10-0  | 16  | M. Kiprusoff   | Scotiabank Saddledome   |
| 19 | 21 novembre | Flames de Calgary     | 4-5   | Red Wings de Détroit   | 8-10-1  | 17  | M. Kiprusoff   | Joe Louis Arena         |
| 20 | 22 novembre | Flames de Calgary     | 1-2   | Rangers de New York    | 8-11-1  | 17  | M. Kiprusoff   | Madison Square Garden   |
| 21 | 24 novembre | Flames de Calgary     | 1-2   | Devils du New Jersey   | 8-11-2  | 18  | H. Karlsson    | Prudential Center       |
| 22 | 26 novembre | Flames de Calgary     | 3-2   | Flyers de Philadelphie | 9-11-2  | 20  | M. Kiprusoff   | Wells Fargo Center      |
| 23 | 27 novembre | Flames de Calgary     | 1-4   | Penguins de Pittsburgh | 9-12-2  | 20  | M. Kiprusoff   | Consol Energy Center    |
| 24 | 29 novembre | Wild du Minnesota     | 0-3   | Flames de Calgary      | 10-12-2 | 22  | M. Kiprusoff   | Scotiabank Saddledome   |

### Décembre
| No | Date         | Visiteur                 | Score | Domicile                 | Bilan   | Pts | Gardien de but | Aréna                    |
| -- | ------------ | ------------------------ | ----- | ------------------------ | ------- | --- | -------------- | ------------------------ |
| 25 | 1er décembre | Canucks de Vancouver     | 7-2   | Flames de Calgary        | 10-13-2 | 22  | M. Kiprusoff   | Scotiabank Saddledome    |
| 26 | 3 décembre   | Flames de Calgary        | 3-2   | Wild du Minnesota        | 11-13-2 | 24  | H. Karlsson    | Xcel Energy Center       |
| 27 | 5 décembre   | Flames de Calgary        | 2-4   | Blackhawks de Chicago    | 11-14-2 | 24  | M. Kiprusoff   | United Center            |
| 28 | 7 décembre   | Lightning de Tampa Bay   | 2-4   | Flames de Calgary        | 12-14-2 | 26  | M. Kiprusoff   | Scotiabank Saddledome    |
| 29 | 9 décembre   | Flames de Calgary        | 1-2   | Kings de Los Angeles     | 12-15-2 | 26  | M. Kiprusoff   | Staples Center           |
| 30 | 10 décembre  | Flames de Calgary        | 2-3   | Ducks d'Anaheim          | 12-15-3 | 27  | M. Kiprusoff   | Honda Center             |
| 31 | 13 décembre  | Blue Jackets de Columbus | 2-3   | Flames de Calgary        | 13-15-3 | 29  | M. Kiprusoff   | Scotiabank Saddledome    |
| 32 | 16 décembre  | Maple Leafs de Toronto   | 2-5   | Flames de Calgary        | 14-15-3 | 31  | M. Kiprusoff   | Scotiabank Saddledome    |
| 33 | 18 décembre  | Wild du Minnesota        | 3-1   | Flames de Calgary        | 14-16-3 | 31  | M. Kiprusoff   | Scotiabank Saddledome    |
| 34 | 20 décembre  | Flames de Calgary        | 1-4   | Wild du Minnesota        | 14-17-3 | 31  | M. Kiprusoff   | Xcel Energy Center       |
| 35 | 21 décembre  | Flames de Calgary        | 1-3   | Blue Jackets de Columbus | 14-18-3 | 31  | M. Kiprusoff   | Nationwide Arena         |
| 36 | 23 décembre  | Flames de Calgary        | 3-2   | Stars de Dallas          | 15-18-3 | 33  | M. Kiprusoff   | American Airlines Center |
| 37 | 27 décembre  | Sabres de Buffalo        | 2-5   | Flames de Calgary        | 16-18-3 | 35  | M. Kiprusoff   | Scotiabank Saddledome    |
| 38 | 31 décembre  | Avalanche du Colorado    | 2-3   | Flames de Calgary        | 17-18-3 | 37  | M. Kiprusoff   | Scotiabank Saddledome    |

### Janvier
| No | Date        | Visiteur               | Score | Domicile                  | Bilan   | Pts | Gardien de but | Aréna                 |
| -- | ----------- | ---------------------- | ----- | ------------------------- | ------- | --- | -------------- | --------------------- |
| 39 | 1er janvier | Flames de Calgary      | 2-1   | Oilers d'Edmonton         | 18-18-3 | 39  | M. Kiprusoff   | Rexall Place          |
| 40 | 3 janvier   | Islanders de New York  | 5-2   | Flames de Calgary         | 18-19-3 | 39  | H. Karlsson    | Scotiabank Saddledome |
| 41 | 5 janvier   | Flames de Calgary      | 1-3   | Canucks de Vancouver      | 18-20-3 | 39  | M. Kiprusoff   | Rogers Arena          |
| 42 | 7 janvier   | Red Wings de Détroit   | 5-4   | Flames de Calgary         | 18-20-4 | 40  | M. Kiprusoff   | Scotiabank Saddledome |
| 43 | 11 janvier  | Flames de Calgary      | 5-6   | Hurricanes de la Caroline | 18-20-5 | 41  | H. Karlsson    | RBC Center            |
| 44 | 14 janvier  | Flames de Calgary      | 3-2   | Sénateurs d'Ottawa        | 19-20-5 | 43  | H. Karlsson    | Place Banque Scotia   |
| 45 | 15 janvier  | Flames de Calgary      | 2-1   | Maple Leafs de Toronto    | 20-20-5 | 45  | M. Kiprusoff   | Centre Air Canada     |
| 46 | 17 janvier  | Flames de Calgary      | 4-5   | Canadiens de Montréal     | 20-20-6 | 46  | H. Karlsson    | Centre Bell           |
| 47 | 19 janvier  | Wild du Minnesota      | 6-0   | Flames de Calgary         | 20-21-6 | 46  | M. Kiprusoff   | Scotiabank Saddledome |
| 48 | 21 janvier  | Stars de Dallas        | 4-7   | Flames de Calgary         | 21-21-6 | 48  | H. Karlsson    | Scotiabank Saddledome |
| 49 | 22 janvier  | Flames de Calgary      | 4-3   | Canucks de Vancouver      | 22-21-6 | 50  | M. Kiprusoff   | Rogers Arena          |
| 50 | 24 janvier  | Predators de Nashville | 1-3   | Flames de Calgary         | 23-21-6 | 52  | M. Kiprusoff   | Scotiabank Saddledome |
| 51 | 26 janvier  | Blues de Saint-Louis   | 1-4   | Flames de Calgary         | 24-21-6 | 54  | M. Kiprusoff   | Scotiabank Saddledome |

### Février
| No | Date        | Visiteur              | Score | Domicile               | Bilan   | Pts | Gardien de but | Aréna                 |
| -- | ----------- | --------------------- | ----- | ---------------------- | ------- | --- | -------------- | --------------------- |
| 52 | 1er février | Flames de Calgary     | 3-2   | Predators de Nashville | 25-21-6 | 56  | M. Kiprusoff   | Bridgestones Arena    |
| 53 | 3 février   | Flames de Calgary     | 4-2   | Thrashers d'Atlanta    | 26-21-6 | 58  | M. Kiprusoff   | Philips Arena         |
| 54 | 5 février   | Kings de Los Angeles  | 4-3   | Flames de Calgary      | 26-21-7 | 59  | M. Kiprusoff   | Scotiabank Saddledome |
| 55 | 7 février   | Blackhawks de Chicago | 1-3   | Flames de Calgary      | 27-21-7 | 61  | M. Kiprusoff   | Scotiabank Saddledome |
| 56 | 9 février   | Sénateurs d'Ottawa    | 2-5   | Flames de Calgary      | 28-21-7 | 63  | M. Kiprusoff   | Scotiabank Saddledome |
| 57 | 11 février  | Ducks d'Anaheim       | 5-4   | Flames de Calgary      | 28-21-8 | 64  | M. Kiprusoff   | Scotiabank Saddledome |
| 58 | 12 février  | Flames de Calgary     | 2-4   | Canucks de Vancouver   | 28-22-8 | 64  | M. Kiprusoff   | Rogers Arena          |
| 59 | 14 février  | Flames de Calgary     | 9-1   | Avalanche du Colorado  | 29-22-8 | 66  | M. Kiprusoff   | Pepsi Center          |
| 60 | 16 février  | Stars de Dallas       | 2-4   | Flames de Calgary      | 30-22-8 | 68  | M. Kiprusoff   | Scotiabank Saddledome |
| 61 | 20 février  | Canadiens de Montréal | 0-4   | Flames de Calgary      | 31-22-8 | 70  | M. Kiprusoff   | McMahon Stadium       |
| 62 | 22 février  | Bruins de Boston      | 3-1   | Flames de Calgary      | 31-23-8 | 70  | M. Kiprusoff   | Scotiabank Saddledome |
| 63 | 25 février  | Sharks de San José    | 4-3   | Flames de Calgary      | 31-23-9 | 71  | M. Kiprusoff   | Scotiabank Saddledome |
| 64 | 27 février  | Blues de Saint-Louis  | 0-1   | Flames de Calgary      | 32-23-9 | 73  | M. Kiprusoff   | Scotiabank Saddledome |

### Mars
| No | Date     | Visiteur                 | Score | Domicile              | Bilan    | Pts | Gardien de but | Aréna                    |
| -- | -------- | ------------------------ | ----- | --------------------- | -------- | --- | -------------- | ------------------------ |
| 65 | 1er mars | Flames de Calgary        | 6-0   | Blues de Saint-Louis  | 33-23-9  | 75  | M. Kiprusoff   | Scottrade Center         |
| 66 | 2 mars   | Flames de Calgary        | 4-6   | Blackhawks de Chicago | 33-24-9  | 75  | H. Karlsson    | United Center            |
| 67 | 4 mars   | Blue Jackets de Columbus | 3-4   | Flames de Calgary     | 34-24-9  | 77  | M. Kiprusoff   | Scotiabank Saddledome    |
| 68 | 6 mars   | Predators de Nashville   | 2-3   | Flames de Calgary     | 35-24-9  | 79  | M. Kiprusoff   | Scotiabank Saddledome    |
| 69 | 9 mars   | Flames de Calgary        | 4-3   | Stars de Dallas       | 36-24-9  | 81  | M. Kiprusoff   | American Airlines Center |
| 70 | 10 mars  | Flames de Calgary        | 0-3   | Coyotes de Phoenix    | 36-25-9  | 81  | H. Karlsson    | Jobing.com Arena         |
| 71 | 12 mars  | Canucks de Vancouver     | 4-3   | Flames de Calgary     | 36-26-9  | 81  | M. Kiprusoff   | Scotiabank Saddledome    |
| 72 | 15 mars  | Coyotes de Phoenix       | 4-3   | Flames de Calgary     | 36-27-9  | 81  | M. Kiprusoff   | Scotiabank Saddledome    |
| 73 | 17 mars  | Avalanche du Colorado    | 2-5   | Flames de Calgary     | 37-27-9  | 83  | M. Kiprusoff   | Scotiabank Saddledome    |
| 74 | 20 mars  | Flames de Calgary        | 4-5   | Ducks d'Anaheim       | 37-27-10 | 84  | H. Karlsson    | Honda Center             |
| 75 | 21 mars  | Flames de Calgary        | 1-2   | Kings de Los Angeles  | 37-27-11 | 85  | M. Kiprusoff   | Staples Center           |
| 76 | 23 mars  | Flames de Calgary        | 3-6   | Sharks de San José    | 37-28-11 | 85  | M. Kiprusoff   | HP Pavilion at San Jose  |
| 77 | 26 mars  | Flames de Calgary        | 5-4   | Oilers d'Edmonton     | 38-28-11 | 87  | M. Kiprusoff   | Rexall Place             |
| 78 | 30 mars  | Ducks d'Anaheim          | 4-2   | Flames de Calgary     | 38-29-11 | 87  | M. Kiprusoff   | Scotiabank Saddledome    |

### Avril
| No | Date      | Visiteur             | Score | Domicile              | Bilan    | Pts | Gardien de but | Aréna                 |
| -- | --------- | -------------------- | ----- | --------------------- | -------- | --- | -------------- | --------------------- |
| 79 | 1er avril | Flames de Calgary    | 3-2   | Blues de Saint-Louis  | 39-29-11 | 89  | M. Kiprusoff   | Scottrade Center      |
| 80 | 3 avril   | Flames de Calgary    | 2-1   | Avalanche du Colorado | 40-29-11 | 91  | M. Kiprusoff   | Pepsi Center          |
| 81 | 6 avril   | Oilers d'Edmonton    | 1-6   | Flames de Calgary     | 41-29-11 | 93  | M. Kiprusoff   | Scotiabank Saddledome |
| 82 | 9 avril   | Canucks de Vancouver | 3-2   | Flames de Calgary     | 41-29-12 | 94  | H. Karlsson    | Scotiabank Saddledome |

### Moments forts
- Le 28 octobre, Craig Conroy joue son 1 000e match dans la LNH.
- Le 20 février 2011, la 2e édition de la Classique Héritage, se joue au Stade McMahon de Calgary, domicile des Stampeders de Calgary de la Ligue canadienne de football, et oppose les Flames de Calgary et les Canadiens de Montréal. Devant 41 022 spectateurs, le gardien de but Miikka Kiprusoff et les Flames blanchissent les Canadiens 4-0[1].
- Le 1er avril, Jarome Iginla marque deux buts et ajoute une passe pour réaliser son 1 000e point dans la LNH. Il est le 77e joueur à le réussir[2].

### Classement de la saison régulière
| Équipe                     | PJ | V  | D  | DP | BP  | BC  | Pts |
| -------------------------- | -- | -- | -- | -- | --- | --- | --- |
| Canucks de Vancouver (1)   | 82 | 54 | 19 | 9  | 262 | 185 | 117 |
| Flames de Calgary (10)     | 82 | 41 | 29 | 12 | 250 | 237 | 94  |
| Wild du Minnesota (12)     | 82 | 39 | 35 | 8  | 206 | 233 | 86  |
| Avalanche du Colorado (14) | 82 | 30 | 44 | 8  | 227 | 288 | 68  |
| Oilers d'Edmonton (15)     | 82 | 25 | 45 | 12 | 193 | 269 | 62  |